# Saab Aero-X
Saab Aero X — концепт-кар компании Saab, представленный на Международном автосалоне 2006 года.
Он оснащен 2,8-литровым двигателем V6 с двойным турбонаддувом, работающим на чистом этаноле, мощностью 400 л.с. (298 кВт). Предполагалось, что время от 0 до 100 км/ч (62 мили в час) составит 4,9 секунды, а максимальная скорость составит 255 км/ч (158 миль в час). Он имеет семиступенчатую механическую коробку передач, управляемую подрулевыми лепестками.
Как и более поздний Saab Turbo X, Aero X имеет полный привод. Двери и лобовое стекло соединены, поэтому вместо использования обычных дверей или даже дверей типа «крыло чайки» используется фонарь кабины, в котором открывается вся верхняя часть автомобиля. Это обеспечивает водителю Aero X обзор на 180 градусов, а также облегчает вход и выход из его низкой кабины. Кузов изготовлен из углеродного волокна.
Подвеска управляется электроникой. Несмотря на то, что это двухместный спортивный автомобиль, в нем достаточно места для хранения вещей: в задней части есть два места для хранения вещей: обычный хэтчбек и выдвижной ящик под ним. Интерьер предлагает «чистый скандинавский дизайн интерьера». В машине нет обычных циферблатов и кнопок; вместо этого данные отображаются в акриловых «прозрачных зонах» графических 3D-изображений. Во всем внутреннем и наружном освещении используются светодиоды.
Хотя это всего лишь концепт-кар, он был хорошо принят, и многие фанаты призывали к его производству. Виктор Мюллер ответил на сайте SaabsUnited.com, заявив, что сейчас это не является приоритетом для компании.
«Это исследование показывает, как сила наследия бренда Saab может вдохновлять на смелый, инновационный дизайн», - сказал Брайан Несбитт, исполнительный директор GM Design Europe: «По мере того, как мы продвигаемся вперед с новым продуктом Saab, мы будем по-прежнему сосредоточены на тщательном развитии капитала этого бренда в контексте ценностей скандинавского дизайна».
«Эта концепция демонстрирует захватывающие возможности, которые открываются перед нами по мере того, как мы развиваем более прогрессивный язык дизайна для бренда Saab», — сказал Ян Оке Йонссон, управляющий директор Saab. «Наши дизайнеры, инженеры и маркетологи в Швеции идеально подходят для того, чтобы развивать и передавать уникальную ДНК бренда Saab. Их работа будет гарантировать, что будущие предложения по продуктам будут отражать основные качества, такие как прогрессивный дизайн, спортивные характеристики и эмоциональная функциональность, характерным для Saab способом». Элементы дизайна передней части автомобиля появились в более поздних моделях Saab, в частности, в обновлении дизайна спортивного седана Saab 9-3, Saab 9-5 второго поколения и Saab 9-4X.
Ходили слухи, что Aero X дебютировал в кино в фильме «Трансформеры: Месть падших», и фанаты предполагали, что его можно использовать для автобота Уилджека. Однако он не было использован.

## Галерея

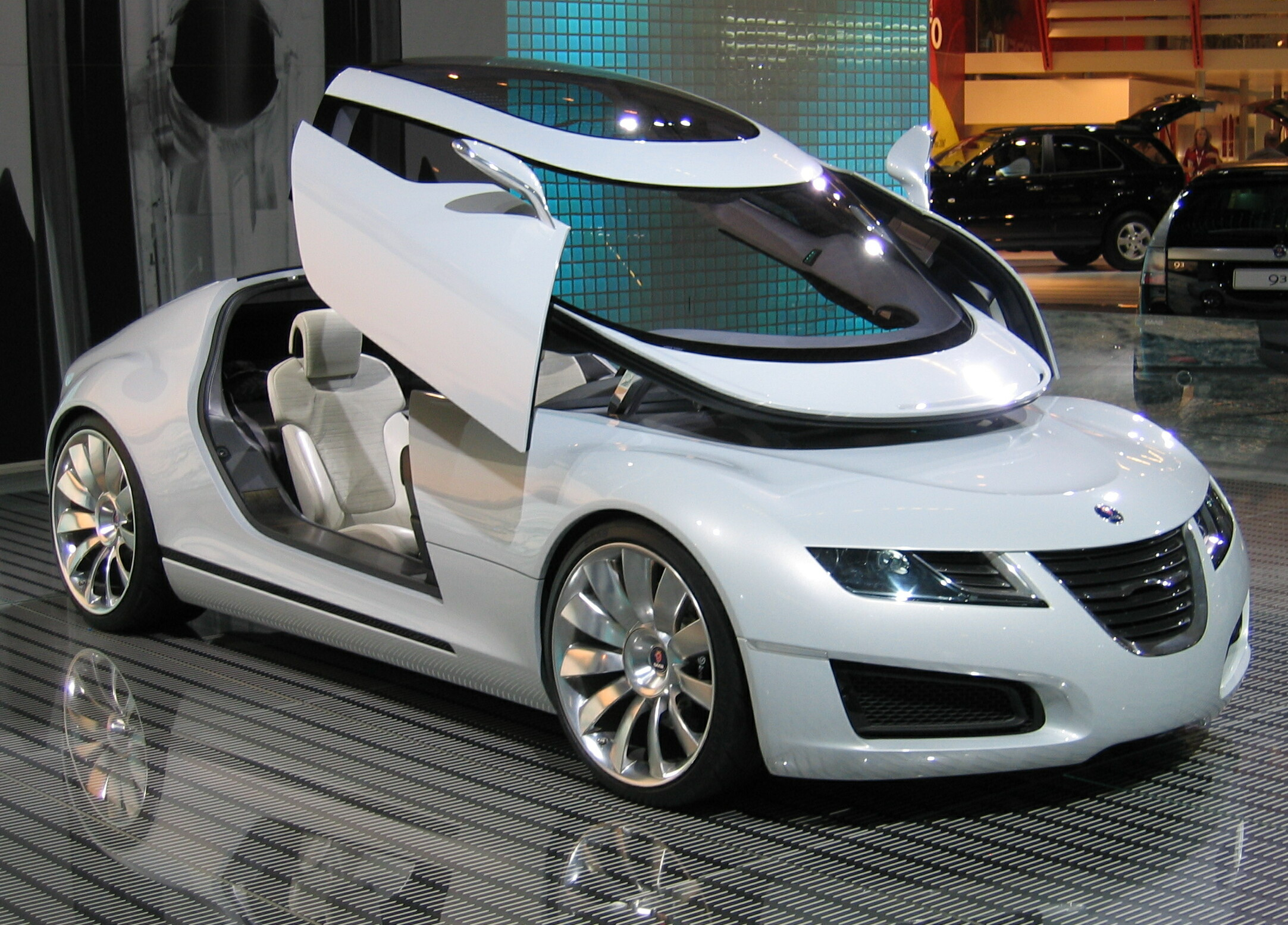
Вид с открытой дверцей навеса
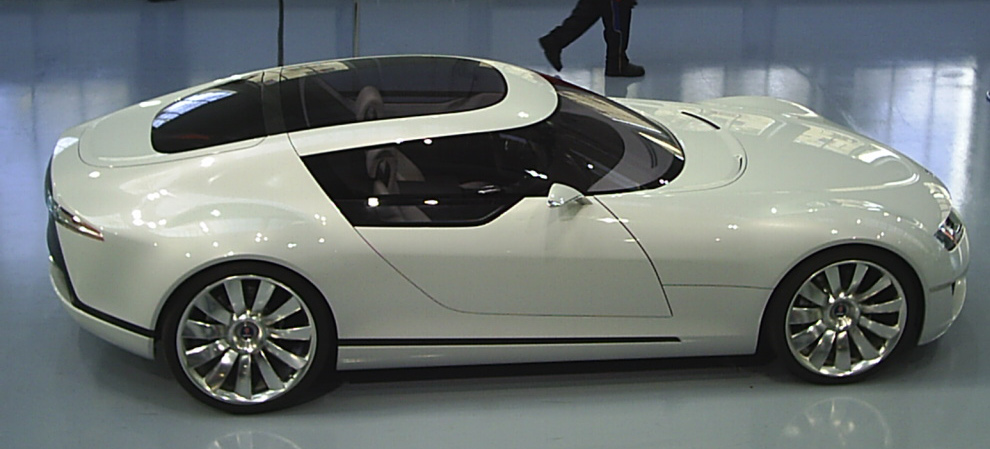
Вид сбоку
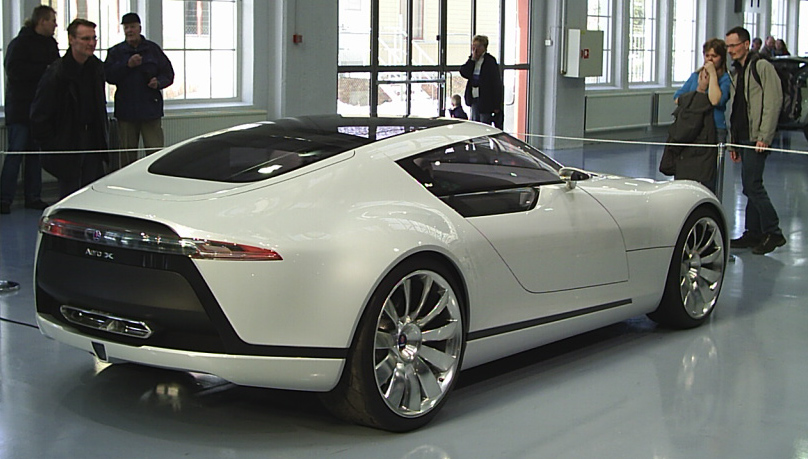
Вид сзади
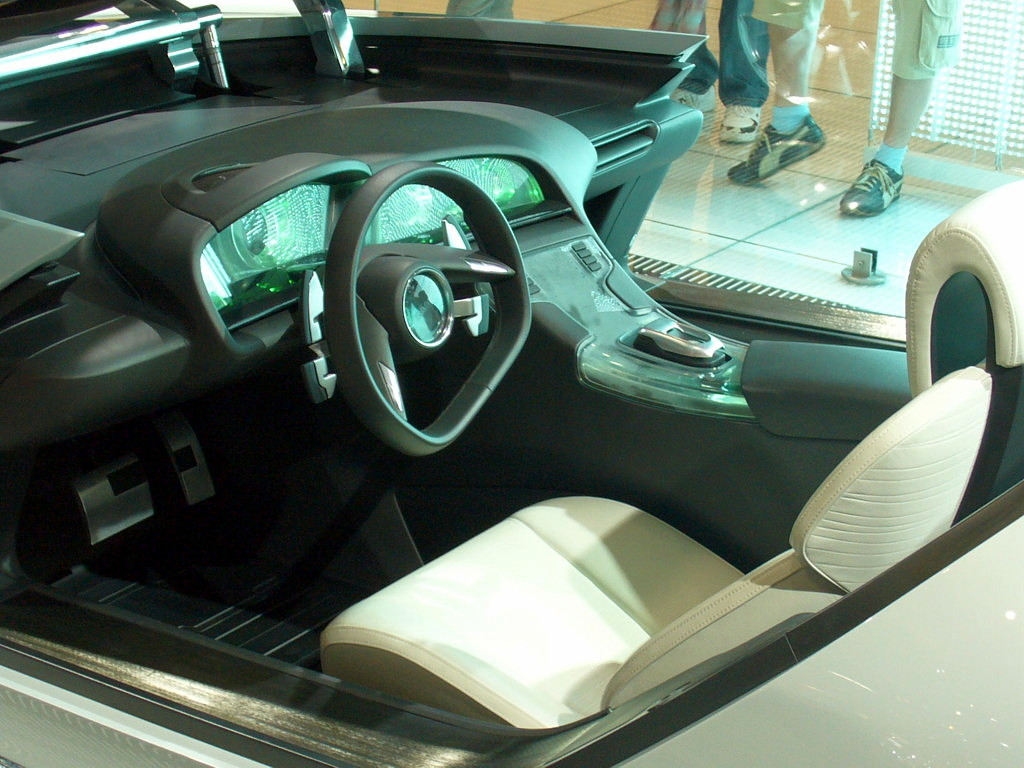
Интерьер